# Heinrich Mann
Heinrich Johann Luiz Mann (Lubecca, 27 marzo 1871 – Santa Monica, 11 marzo 1950) è stato uno scrittore tedesco e un oppositore del regime nazionalsocialista.

## Biografia

### Gli studi e Dresda
L'anno in cui nasce Heinrich Mann è anche l'anno in cui la Germania viene unificata a seguito della guerra franco-prussiana. Suo padre è un commerciante all'ingrosso e una delle personalità più di spicco della piccola, ma ancora fiorente, cittadina anseatica di Lubecca.
Primo di cinque fratelli, Heinrich capisce ben presto che la sua vocazione non è quella di seguire le orme paterne e continuare l'attività di famiglia, ma piuttosto quella di dare espressione alla sua vena artistica, ereditata dalla madre, Julia da Silva-Bruhns, una donna di origine sudamericana con una grande passione per la musica e la letteratura.
Frequenta il Katharineum, il liceo più prestigioso della città, dove dimostra di essere un ragazzo di ingegno (a differenza del fratello Thomas, che nella stessa scuola non brillerà mai per particolari meriti), ma poco propenso alla disciplina dell'istituto. Nel 1889 interrompe prematuramente gli studi. Questo fatto influenzerà fortemente la sua formazione che avrà sempre un carattere poco sistematico.
Contemporaneamente ai primi esperimenti in campo letterario (soprattutto poesie), che risentono molto dell'influsso di Heinrich Heine, si fa sempre più forte anche la convinzione di non volere proseguire l'attività del padre. Ciò nonostante si lascia convincere dal padre ad iniziare un apprendistato presso una libreria a Dresda, probabilmente anche perché questa rappresenta per lui l'unica possibilità di andarsene da Lubecca e dall'ambiente familiare, verso il quale Heinrich nutrirà sempre profondo rispetto ma nel quale non si sentirà mai integrato.
A Dresda il rapporto con il suo capo si deteriora alla svelta. Henrich lo considera un ignorante arricchito a cui interessa poco la cultura. A seguito di una lunga discussione con il padre, Heinrich ottiene il permesso di lasciare Dresda per Berlino, dove comincia un tirocinio presso l'editore Fischer.

### A Berlino
A Berlino Heinrich respira per la prima volta l'aria di una grande città e di una capitale della cultura. Frequenta corsi all'università, è assiduo cliente dei caffè berlinesi dove si incontrano gli artisti più importanti, va spesso a teatro. Si dà però anche ad una vita sempre più dissoluta. Spende tutti i suoi soldi e si indebita per frequentare bordelli. All'amico Ludwig Ewers confessa in una lettera che questo suo comportamento lo fa vergognare e gli causa fortissimi sensi di colpa, ma che contemporaneamente non riesce a sottrarvisi.
L'esperienza berlinese termina presto, in quanto la morte improvvisa del padre lo costringe a ritornare a Lubecca. La scomparsa del padre rappresenta un cambiamento enorme nella vita del giovane Heinrich. Per disposizioni testamentarie del senatore Mann, l'attività mercantile di famiglia viene venduta, assieme alla casa di Lubecca. La famiglia Mann si trasferisce a Monaco di Baviera e a Heinrich viene garantita una piccola rendita mensile che, se non lo renderà ricco, gli permetterà almeno quella autonomia minima di cui aveva bisogno per iniziare la carriera di scrittore. Un passo del testamento del padre dice esplicitamente che è necessario, nei limiti del possibile, opporsi alle voglie letterarie del figlio, perché, questa l'opinione del senatore Johann Heinrich, per intraprendere questa strada gli mancano solide basi.

### La rendita e i viaggi
Inizia così per Heinrich Mann, nell'ultimo decennio del XIX secolo, una nuova vita. La sua piccola rendita mensile gli permette di intraprendere vari viaggi. Si sposta senza sosta tra Parigi, l'Austria, l'Alto Adige e il Trentino (dove tornerà spesso, soprattutto per curarsi nel sanatorio di Riva del Garda), Milano, Firenze, Roma, Venezia, Monaco, Berlino e le Alpi bavaresi. Questo suo peregrinare senza meta e senza pace avrà fine nel 1895, quando si ferma a Roma per circa due anni. Qui assume la direzione della rivista Das Zwanzigste Jahrhundert ("Il XX secolo"), di tendenze nazionalistico-monarchico-conservatrici. Per questa rivista scrive 33 articoli che spaziano dall'invettiva contro le donne a quella contro gli ebrei, dalla critica letteraria a quella storico-politica.

### La prima pubblicistica
Loose, uno studioso dell'opera giovanile di Henrich Mann, ha messo in evidenza come non siano tanto le tendenze antisemite, misogine e monarchiche a rendere particolari questi articoli, quanto piuttosto la scelta dei temi trattati: Heinrich Mann rivela di non possedere ancora quello spirito critico che lo renderà uno dei più brillanti pubblicisti degli anni a venire, dal momento che si occupa di cose, persone e avvenimenti che sono di secondaria importanza e tralascia invece argomenti che lasceranno il segno nei libri di storia. Qualunque sia la posizione dei critici di fronte a questo periodo della produzione di Heinrich Mann, egli stesso eviterà in seguito di tornare su questo capitolo della sua vita (nemmeno nella sua biografia Ein Zeitalter wird besichtigt ne fa menzione).
Nel frattempo, grazie alla partecipazione della madre alle spese editoriali, è uscito nel 1894 il suo primo romanzo: In einer Familie.

### In Italia con Thomas
Nel 1896 lo raggiunge a Palestrina, nella prima campagna romana, il fratello Thomas. Gli anni di Palestrina sono un periodo molto produttivo per i due fratelli, che addirittura pianificano di scrivere a due mani un libro di fiabe. L'idea non andrà però mai oltre lo stadio dei primi schizzi. Heinrich lavora ad alcune novelle e scrive articoli che cerca di far pubblicare in varie riviste, mentre Thomas inizia I Buddenbrook. Decadenza di una famiglia. Mentre Heinrich mostra di sentirsi sempre più a suo agio nella campagna romana, Thomas mostra una certa insofferenza e una certa nostalgia di casa. Le strade dei due fratelli perciò, nel 1898, si dividono. Thomas ritorna a Monaco, mentre Heinrich continua la sua vita di girovago, con lunghissime soste in Italia.
In Italia comincia per Heinrich un periodo molto fervido. Nonostante il successo non sia ancora arrivato, egli non si scoraggia e continua a scrivere. Il suo talento sboccia quasi improvviso nel 1897, almeno stando a quello che riporterà lui:
(Briefe an Karl Lemke und Klaus Pinkus, Claassen, 1964, pag. 4.)
Il libro a cui si riferisce questo passaggio è Im Schlaraffenland, che verrà pubblicato nel 1900 e garantirà al suo autore un buon successo. A questo romanzo seguono la trilogia delle Dee (Die Göttinnen oder die drei Romane der Herzogin von Assy), la Jagd nach Liebe, alcune novelle, tra cui Professor Unrat, da cui trent'anni più tardi verrà tratto il film L'angelo azzurro, che lancerà Marlene Dietrich.
In questo periodo si fidanza con Inés Schmied, la figlia di una coppia tedesca emigrata in Sudamerica. L'ingresso di Inés nella vita di Heinrich rappresenta la fine del periodo niciano-decadente. Heinrich mostra sempre più interesse per i suoi simili, per la politica, per la democrazia. Un segno evidente di questo cambiamento è presente già in Zwischen den Rassen, un romanzo del 1907. Frattanto comincia a raccogliere materiale per Der Untertan, il romanzo che più di ogni altro è indissolubilmente legato al nome del suo autore.

### Il nuovo secolo
Nel 1909, quasi a congedo di un quindicennio trascorso principalmente in Italia, esce La piccola città (Die kleine Stadt), un romanzo che Heinrich Mann ancora poco prima di morire considererà tra i suoi più cari.
Comincia anche a scrivere pezzi teatrali, che però rappresentano per lui solo degli intermezzi, delle pause dal suo mestiere vero, che per lui è quello di romanziere. Alcuni di questi (Madame Legros) avranno anche un discreto successo.
A cavallo del primo decennio del ventesimo secolo Henrich si dedica con maggiore intensità alla pubblicazione di saggi di vari argomenti, dalla letteratura alla politica. I suoi saggi postulano sempre, nel lettore, una conoscenza approfondita dei fatti, che quasi mai vengono spiegati, ma sempre ampiamente commentati. Escono in quegli anni Voltaire - Goethe e Geist und Tat.
Heinrich fugge il contatto con la propria famiglia. Con la sorella Julia ha litigato a seguito del suo romanzo Jagd nach Liebe, con Thomas è entrato già da tempo in competizione sul piano letterario e alcuni tentativi di riavvicinamento falliscono goffamente. Solo con la sorella Carla Heinrich ha un rapporto molto profondo. Nel 1910, però, Carla, una mediocre attrice con una forte propensione alla depressione, si suicida. Heinrich scrive:
(Passo tratto da Sigried Anger, Heinrich Mann 1871–1950. Werk und Leben in Dokumenten und Bildern – Mit unveröffentlichten Manuskripten aus dem Nachlaß, Deutsche Akademie der Künste – DAdK, Berlino, 1971, p. 464.)

### La prima moglie e il dissidio con Thomas
Nel 1912 fa la conoscenza di quella che diventerà la sua prima moglie, l'attrice di origine praghese Maria Kanova. Nello stesso periodo inizia a scrivere Der Untertan, il romanzo che, bloccato in stampa dal suo editore nel 1914, alla vigilia della I guerra mondiale, verrà pubblicato solo nel 1918 e segnerà il successo di Heinrich, rivelandone la capacità profetica di interpretare la realtà attorno a sé. Mentre il mondo si avvicina alla catastrofe della grande guerra, Heinrich vive momenti contrastanti a livello privato. Nel 1914 sposa Maria Kanova e si stabilisce in un appartamento a Monaco. Due anni più tardi nasce sua figlia Henriette Marie Leonie.
Contemporaneamente si incrina il rapporto con Thomas. La scintilla che fa scoppiare il dissidio fra i due fratelli è lo scritto di Thomas Pensieri di guerra (Gedanken im Kriege), dove l'autore sostiene il valore della guerra in atto. Heinrich pubblica il saggio Zola, di cui molti critici considerano le Considerazioni di un impolitico (Betrachtungen eines Unpolitischen) una risentita risposta di Thomas. Un'eco di questa contrapposizione, che porta fino ad una sospensione completa dei rapporti tra i due fratelli, è riscontrabile anche in alcune pagine de La montagna incantata (Der Zauberberg). Il dissidio si ricomporrà solo nel 1922, dopo il discorso di Thomas Mann in appoggio della Repubblica di Weimar pubblicato in Della repubblica tedesca.

### Gli anni venti
Gli anni venti del XX secolo rappresentano per Heinrich Mann un periodo artisticamente e politicamente molto denso. Dopo la pubblicazione, nel 1918, di Der Untertan, egli si dedica sempre di più ad una tematizzazione della storia e della politica. Nel 1919 esce la raccolta di saggi Macht und Mensch, che Heinrich dedica alla repubblica di Weimar. Segue nel 1923 Diktatur der Vernunft e, nel 1925, l'edizione della trilogia Der Untertan, Die Armen e Der Kopf, sotto il titolo comune di Romane der deutschen Gesellschaft im Zeitalter Wilhelms II. Nello stesso periodo intraprende un lungo viaggio in Francia, sulle tracce del re Enrico IV, che diventerà il protagonista di uno dei suoi capolavori, il romanzo storico in due parti Henri Quatre.
Dopo il lungo periodo trascorso in Italia va sviluppandosi in Heinrich Mann un crescente interesse per la Francia, in cui vede riuniti la grandezza della storia e la consapevolezza del popolo. Scrive:
(Sigried Anger, op. cit., p. 466.)
Il grande amore che prova per la figlia non impedisce che i suoi sentimenti per la moglie si raffreddino. Nel 1928 si separa da Maria Kanova e si trasferisce a Berlino, dove rimarrà fino alla scelta dell'esilio, nel 1933.

### L'avvento del nazismo
Continua a lavorare alacremente ad una serie di saggi, usciti nel 1931 con il titolo di Geist und Tat e a Henri Quatre, di cui scrive le prime pagine nel 1932. Poco prima era stato nominato, soprattutto per il suo indiscusso impegno democratico, Presidente della Sezione letteraria dell'Accademia delle Arti di Berlino, l'organismo culturale più importante della nazione. Questo periodo coincide con la massima esposizione pubblica e con il massimo impegno politico diretto. La sua personalità è così conosciuta anche al di fuori degli ambiti letterari, che viene addirittura proposto come candidato presidente della repubblica alle elezioni da cui uscirà vincitore il vecchio generale Paul von Hindenburg. La sua opposizione al nascente pericolo nazionalsocialista è costante. Nel 1933 firma assieme ad Albert Einstein un appello volto a favorire l'unione di SPD e KPD, le due principali forze politiche della sinistra, nella comune lotta contro il partito nazista.
La situazione per Heinrich Mann diventa molto pericolosa quando Hitler sale al potere (il suo nome è il primo della lista dei tedeschi indesiderati cui il regime hitleriano vuole revocare la cittadinanza). Per salvarsi sceglie di emigrare e, dopo un viaggio avventuroso, arriva in Costa Azzurra, a Sanary-sur-Mer. Lo segue una giovane cameriera di Berlino, Nelly Kröger, che Heinrich aveva conosciuto nel 1929 e con cui aveva iniziato una relazione amorosa. Poco dopo la sua scelta di recarsi in esilio, il governo nazionalsocialista lo priva della nazionalità tedesca. Grazie all'intercessione della prima moglie, anch'essa fuggita dalla Germania nazista, l'ambasciatore cecoslovacco si interessa al suo caso e riesce a fargli ottenere nel 1936 la cittadinanza del suo paese. Heinrich morirà in terrà straniera come cittadino cecoslovacco.
Ufficiali delle SS hanno nel frattempo pignorato il suo appartamento di Monaco, distruggendo e trafugando molti dei suoi libri. Della sua biblioteca prima del 1933 rimangono così solo i libri che Maria Kanova riesce a portare con sé a Praga. Anche dalla Francia Heinrich non rinuncia al suo ruolo politico e a quello che considera il suo compito come uomo di lettere. Scrive Der Sinn dieser Emigration e si impegna per cercare di coordinare il Fronte Popolare della resistenza francese.
Nel 1935 esce la prima parte dell'Enrico IV, dal titolo Die Jugend des Königs Henri Quatre; la seconda parte, Die Vollendung des Königs Henri Quatre esce nel 1938. L'anno seguente sposa Nelly Kröger. Si oppone fino all'ultimo con tutte le sue forze al regime nazista, opponendosi per esempio nel 1939 alle Opzioni in Alto Adige con un volantino segreto, ma i suoi sforzi saranno inutili. Quando nel 1940 neanche la Francia meridionale è più un rifugio sicuro per lui, sceglie nuovamente la via dell'esilio. Attraverso un viaggio ancora più avventuroso e pericoloso del primo, assieme alla moglie Nelly Kröger e al nipote Golo, riesce a raggiungere la Spagna, valicando a piedi i Pirenei. Da qui giunge poi in Portogallo, da dove, in nave, abbandona l'amata Europa per stabilirsi negli Stati Uniti.

### L'esilio e la morte

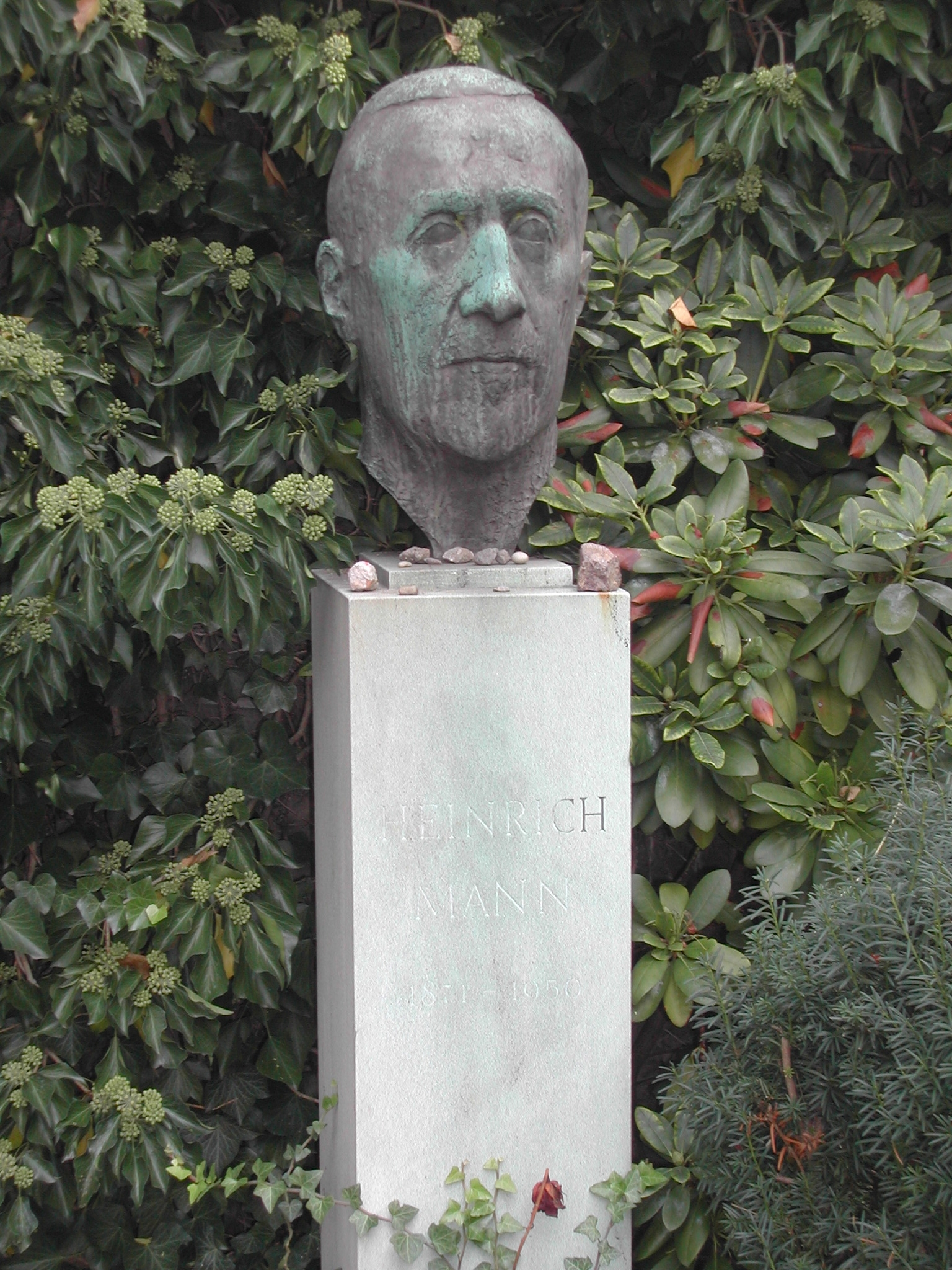
Tomba di Heinrich Mann
al Cimitero di Dorotheenstadt.

L'esilio negli Stati Uniti, dove tornerà a incontrare il fratello Thomas e una grande parte dei nomi più importanti della cultura tedesca (da Brecht a Einstein), rappresenterà per Heinrich Mann un'esperienza durissima. Qui rimarrà sempre un autore sconosciuto, non apprezzato e non capito. L'ombra del fratello Thomas, che nel frattempo la propaganda americana sta contribuendo a far diventare la voce per eccellenza dell'emigrazione tedesca nel cosiddetto "mondo libero", sarà sempre più difficile da sopportare.
Un contratto offertogli da uno degli Studios di Hollywood per scrivere soggetti cinematografici viene presto revocato. La sua situazione economica peggiora rapidamente, alleviata solo dagli assegni di Thomas e del governo russo. Il suo stile si fa sempre più ermetico, i suoi ultimi libri sempre più difficili. Comincia a scrivere le sue memorie, uscite nel 1945. Questo libro si rivela molto più di un'autobiografia; in esso Heinrich Mann cerca di legare in una struttura più tematica che cronologica, avvenimenti e persone della sua vita con gli avvenimenti e le persone della storia. Il titolo del libro è in questo senso molto esplicativo: Ein Zeitalter wird besichtigt. Erinnerungen (lett. "Rivisitazione di un'epoca. Memorie"). Nel 1944 la moglie Nelly Kröger, da tempo vittima di una forte depressione, si suicida. Il vecchio Heinrich, legato da un profondo sentimento alla donna, non si riprenderà più da questo colpo e si chiuderà sempre più in se stesso, trascorrendo le proprie giornate scrivendo e ascoltando musica.
A guerra terminata, frattanto, si moltiplicano i tentativi di riportare il vecchio oppositore di Hitler in Germania e di farne una delle figure di riferimento del paese da ricostruire. L'università di Berlino gli conferisce il titolo di dottore honoris causa. Per difficoltà burocratiche, accentuate dalla guerra fredda (Heinrich Mann è ufficialmente cittadino cecoslovacco), non riesce a partecipare alla cerimonia. Nel 1949 viene eletto nuovo presidente della costituenda Nuova Accademia delle Arti di Berlino Est. Dopo una lunga opera di mediazione da parte di Thomas, che riesce infine a convincere il fratello a tornare in Germania, Heinrich muore a Santa Monica, il 11 marzo 1950, mentre aspetta che giunga il visto per potersi imbarcare e poter ritornare in Europa. Le sue spoglie vengono traslate nel 1961 nel Dorotheenstädtischer Friedhof nella Chausseestraße a Berlino Est.

## Opere
- Haltlos, 1891
- In einer Familie, 1894
- Das Wunderbare und andere Novellen, 1897, trad. Elena Giobbio Crea, Il meraviglioso e altri racconti, Mondadori, Milano 1981
- Ein Verbrechen und andere Geschichten, 1898
- Im Schlaraffenland, 1900, trad. Lydia Magliano, Il paese della cuccagna, Rizzoli, Milano, 1960
- Die Göttinnen oder die drei Romane der Herzogin von Ossy, 1903. Trilogia.
- Die Jagd nach Liebe, 1903
- Pippo Spano, 1905
- Professor Unrat oder Das Ende eines Tyrannen, 1905, trad. Bruno Maffi, L'angelo azzurro, Rizzoli, Milano 1953; trad. Bianca Cetti Marinoni, Garzanti, Milano, 1966; trad. Anna Reali, Newton Compton, Roma, 1995; trad. Giulio Schiavoni, Il professor Unrat, Mondadori, Milano, 1991. Adattato al cinema nel 1930 da Josef von Sternberg con il titolo L'angelo azzurro
- Gustave Flaubert und George Sand, 1906. Saggio
- Zwischen den Rassen, 1907
- Die kleine Stadt, 1909, trad. Ruth Cantoni Dessì, La piccola città, Rizzoli, Milano, 1955; trad. Francesca Ricci, Newton Compton, Roma, 1995
- Schauspielerin, 1911, trad. Maria Teresa Mandalari, L'attrice, Serra e Riva, Milano, 1984
- Der Untertan, 1914, Il suddito, Einaudi, Torino, 1955; trad. Clara Bovero e Fabrizio Cicoita, Utet, Torino, 2009. Adattato al cinema nel 1951 da Wolfgang Staudte
- Zola, 1915, trad. Giovanni Chiarini, Pironti, Napoli, 1984
- Die Armen, 1917
- Macht und Mensch, 1919. Saggio
- Diktatur der Vernunft, 1923. Saggio
- Der Kopf, 1925
- Eugénie oder Die Bürgerzeit, 1928
- Die große Sache, 1930
- Geist und Tat, 1931. Saggio sulla politica francese dal 1780 al 1930
- Ein ernstes Leben, 1932, trad. Oreste Ferrari, Una vita difficile, Mondadori, Milano 1933
- Der Haß, deutsche Geschichte, 1933, trad. Maria Teresa Mandalari, L'odio: riflessioni e scene di vita nazista, Il Saggiatore, Milano 1995
- Die Jugend des Königs Henri Quatre, 1935, trad. Luigi Emery, La giovinezza di Enrico IV, Mondadori, Milano, 1937
- Die Vollendung des Königs Henri Quatre, 1938, trad. Luigi Emery, Maturità e destino di Enrico IV, Mondadori, Milano, 1953
- Mut, 1939. Saggio
- Nietzsche, 1939, trad. Il Saggiatore, Milano, 1993
- Lidice, 1942, trad. Mondadori, Milano, 1949
- Ein Zeitalter wird besichtigt, 1946. Memorie
- Die traurige Geschichte von Friedrich dem Großen, 1948
- Der Atem, 1949
- Empfang bei der Welt, 1956. Postuma
- Briefwechsel mit Barthold Fles, 1942-1949, a cura di Madeleine Rietra, 1993
- Briefwechsel 1900-1949 (con Thomas Mann), La montagna del disincanto: lettere 1900-1949, a cura di Roberta Persichelli, Archinto, Milano, 1999